# Gottlieb Franz Emanuel Sahmen
Gottlieb Franz Emanuel Sahmen (auch Franz Sahmen oder Gottlieb Franz Immanuel Sahmen, russisch: Готлиб Иосифович Замен; * 22. Juli 1789 in Oppekaln, Livland; † 3. Mai 1848 in Dorpat) war ein deutschbaltischer Mediziner, Medizinhistoriker und Hochschullehrer.

## Leben
Sahmen war Sohn eines Pfarrers. Er besuchte von 1804 bis 1806 das Rigaer Gymnasium, bevor er 1806 das Studium der Medizin an der Kaiserlichen Universität Dorpat aufnahm. Sein Studium schloss er dort 1811 mit der Promotion zum Dr. med. mit der Dissertation Dogmata veterum et recentiorum medicorum eorumque in praxi usus ab. Wohl um Geld für weitere Studien zu verdienen, war er von 1811 bis 1814 Hauslehrer auf dem Gut Moiseküll in Livland. Daran schlossen sich Studienaufenthalte 1814/1815 in Wien und 1815/1816 in Würzburg, wo er mit Karl Ernst von Baer zusammen wohnte, an.
Sahmen kehrte in seine Heimat zurück und wurde dort 1816 Kreisarzt in Dorpat. Dort übernahm er 1823 kommissarisch die Leitung der Universitätsklinik Dorpat, bevor ihm 1826 die ordentliche Professur für Diätetik, Arzneimittellehre, Geschichte der Medizin und medizinischen Literatur an der Universität übertragen wurde. 1828 wechselte er auf die ordentliche Professur für Therapie und Klinik. Er war 1828, 1832, 1837 sowie von 1842 bis 1845 Dekan der Medizinischen Fakultät. Seine Emeritierung erfolgte 1847. Außerdem war Sahmen von 1840 bis 1847 Mitglied des Dorpater Zensur-Komitees und im Sommer 1841 dessen Vorsitzender.

## Auszeichnungen
Sahmen wurde 1830 mit dem kaiserlich russischen Orden des Heiligen Wladimir ausgezeichnet und 1839 außerdem mit dem Titel eines kaiserlich russischen Staatsrats geehrt. Außerdem bekam er einen Hofratstitel verleihen, über dessen Herkunft nichts weiter bekannt ist.

## Werke (Auswahl)
- Dogmata veterum et recentiorum medicorum eorumque in praxi usus. Dorpat 1811.
- Ueber die gegenwärtige Stellung der Homöopathie zur bisherigen Heilkunde. Dorpat 1825.
- Die Krankheiten des Gehirns und der Hirnhaut, pathologogisch-diagnostisch betrachtet. Dorpat und Riga 1826.